# FL (linguagem de programação)
FL (de Function Level) é uma linguagem de programação criada no Almaden IBM Research Center por John Backus, John Williams, e Wimmers Edward em 1989.
FL foi concebido como um sucessor da linguagem de programação anterior FP de Backus, proporcionando um apoio específico para o que denominou Backus função da programação de nível. 
FL é uma linguagem de tipagem dinâmica, rigorosamente funcional, com uma semântica de lançar e capturar exceções bem parecida com a linguagem ML. Cada função tem um argumento histórico implícito que é usado para fazer coisas como entradas/saídas estritamente funcionais, mas também é utilizado para efetuar ligações com códigos em linguagem C. Para fazer otimizações, existe um sistema de tipagem que é uma extensão do mecanismo de inferência de tipos de Hindley-Milner.
Muitas das idéias da linguagem, já foram implementadas na linguagem J de Kenneth E. Iverson.